# Raylene
Stacey Briana Bernstein, més coneguda com a Raylene (n. 12 de febrer de 1977 a Glendora, Califòrnia, Estats Units), va treballar en la indústria del sexe com a actriu porno i ara està retirada.

## Biografia
A l'edat de 19 anys, abans de sotmetre's a una cirurgia d'augment de sins, va fer la seva primera escena heterosexual en la pel·lícula Shane World 4 al costat de Mark Davis. El 1998, Raylene va signar un contracte exclusiu amb la companyia, Vivid Entertainment.
En els Premis Grammy de 2000, va estar engabiada al costat de Kobe Tai durant una actuació de Kid Rock.
Va anunciar el seu retir de la indústria per a adults al novembre de 2001. Va estar breument casada amb Brad Hirsch, i va ser coneguda pel seu nom de casada, Stacey Hirsch. Es va retirar del ball en locals nocturns el 2004. En 2009, va tornar a la indústria del cinema pornogràfic.
En 2006 va donar a llum a un nadó.
Durant la seva retirada del porno, es va involucrar en el negoci immobiliari utilitzant el seu nom de casada Stacey Hirsch. La seva sòcia (Staci Mintz) i ella van tenir com a primer gran projecte trobar una seu per a la Fundació mèdica per a l'atenció de la salut de la Indústria d'Adults, per les seves sigles (AIM) en el 2005.

## Premis
- 1998 XRCO Award – Estrella de l'Any[6][7]
- 1999 Nominada al XRCO Award – Estrella de l'Any[8]
- 2000 Nominada al AVN Award de millor actriu per The Trophy[9]
- 2001 AVN Award – Millor actriu – pel Film – Artemesia[10]
- 2008 Saló de la fama de l'AVN[11]